# Osaka Popstar and the American Legends of Punk
Osaka Popstar and the American Legends of Punk je prvi album skupine Osaka popstar. Izdan je bil 23. maja 2006. Izdala ga je založba Rykodisc.

## Pesmi na albumu
1. »Wicked World« – 2:58,
2. »Astro Boy« – 1:30
3. »Sailor Moon« – 1:11
4. »Man of Constant Sorrow« – 3:20
5. »Insects« – 2:06
6. »I Live off You« – 1:50
7. »Xmas Intro (That Almost Wasn't)« – 0:10
8. »The Christmas That Almost Wasn't« – 1:38
9. »Love Comes in Spurts« – 1:53
10. »Blank Generation« (Hell) – 2:47
11. »Monsters« – 2:52
12. »Where's the Cap'n?« – 2:25
13. »Shaolin Monkeys« – 2:58